# ウィリアム・バクスター
ウィリアム・ハバード・バクスター3世（William Hubbard Baxter III、1949年生まれ）は、アメリカ合衆国の言語学者。中国名は「白一平」(Bái Yīpíng)。中国語の音韻史の研究で知られる。

## 経歴
バクスターはアマースト大学で人類学を学んだ。1970年に卒業した後コーネル大学に進み、中国語の重紐の発展に関する論文によって1977年にコーネル大学の博士の学位を得た（ニコラス・ボドマンの指導）。
1978年からアラバマ大学バーミングハム校で教え、1983年からはミシガン大学の助教、1990年から同大学のアジア言語文化学部および言語学部の準教授をつとめる。

## 研究内容・業績
- バクスターの代表作は1992年に出版した『古代中国語音韻学ハンドブック』で、この本でバクスターは上古音の新しい再構を行った。バクスターは伝統的な資料（『詩経』の押韻・形声文字の声符・中古音）を使いながらも、従来の韻部を異なる主母音を持つ複数の韻に分けた（たとえば元部は -an -en -on の3種類に分かれるとした）。バクスターの再構した上古音は a e o i ɨ u の 6つの主母音を持つ。バクスターの師であるボドマンの体系も6母音だが、ボドマンの体系がシナ・チベット語族の比較によって得られたのに対し、バクスターの体系は『詩経』の押韻の分析によって得られたという点が異なる。
- 音節末子音については、ベルンハルド・カールグレン以来の有声子音を排除した。音節頭子音や介母音についてはボドマンやエドウィン・プリーブランク・李方桂の影響が強いが、韻の再構にくらべると根拠が充分とは言えず、後に改訂している。

## 主要な著作
- A Handbook of Old Chinese Phonology. Mouton de Gruyter. (1992). ISBN 311012324X

邦訳 田中孝顕 訳『古代中国語音韻学ハンドブック』きこ書房、2014年。ISBN 4877716181。
以下はいずれもローラン・サガールとの共著。
- Baxter, William; Sagart, Laurent (1998), “Word formation in Old Chinese”, in Packard, Jerome L, New Approaches to Chinese Word Formation: Morphology, Phonology and the Lexicon in Modern and Ancient Chinese, Mouton de Gruyter, pp. 35-76, ISBN 311015109X
- “Reconstructing the *s- prefix in Old Chinese” (pdf), Language and Linguistics 13 (1):  29-59, (2012)
- Old Chinese: A new reconstruction. Oxford University Press. (2014). ISBN 0199945373